# Intensificador de sabor
Intensificadores de sabor são aditivos alimentares, ou seja, substâncias que, se adicionadas aos alimentos, realçam o seu flavor, tornando-os mais saborosos.

## Exemplos de intensificadores de sabor (pelonúmero E)
- E620 Ácido glutâmico
- E621 Glutamato monossódico (monoglutamato de sódio)
- E622 Glutamato monopotássico
- E623 Diglutamato de cálcio (glutamato de cálcio)
- E624 Glutamato de amônio (glutamato monoamônio)
- E625 Diglutamato de magnésio (glutamato de magnésio)
- E626 Ácido guanílico
- E627 Guanilato dissódico (5’-guanilato dissódico)
- E628 Guanilato de potássio
- E629 Guanilato de cálcio
- E630 Ácido inosínico
- E631 Inosinato dissódico (5’-inosinato dissódico)
- E632 Inosinato de potássio
- E633 Inosinato de cálcio
- E634 5´-Ribonucleotideo de cálcio
- E635 5´-Ribonucleotídeo dissódico
- E636 Maltol
- E637 Etil maltol